# Emmanuel Eugène
Emmanuel Eugène, connu sous le nom de Manno Ejèn, est un poète et nouvelliste haïtien né le 2 juillet 1946 à Guantánamo.

## Biographie
Emmanuel Eugène est né en 1946 à Cuba de parents haïtiens,. Militant en faveur du créole, il est  membre du Mouvement créole haïtien, de la Société Koukouy et Président du Regwoupman Ekriven Kreyòl (Regroupement des écrivains créoles). En 1975, il immigre au Québec et s'installe à Montréal. Revenu à Haïti dans les années 1990, il repart ensuite pour Montréal.  
Il écrit en créole. En 1988, il publie le recueil de poèmes Ekziltik' (Exil Turc). En 1998, Il reçoit le Prix Jacques Stephen Alexis de la nouvelle, pour son texte De ti tou pou deklete lalin.
En 2007 paraît Vwa Zandò (La voix des mystères), recueil de poèmes traduits par Rodney Saint-Éloi aux Éditions Mémoire d’encrier. En 2008, il poursuit avec la publication Aganmafwezay: lodyans ak lomeyans. En 2013, paraît Sezon Papiyon (Saison des papillons), où il crée une nouvelle forme de poésie créole qu’il appelle Pwezi anwoule. Son dernier recueil, Pwezi pou anwoule tan mwen est paru en 2019.
À travers ses ouvrages, Manno Ejèn fait découvrir la beauté de la langue et la culture créoles, multipliant les figures de noms, d’images et de sens.